# Banca Rothschild
Rothschild Frères è stata la banca storica del ramo francese della famiglia Rothschild. Fondata nel 1817 a Parigi, è diventata la banque Rothschild nel 1967, poi l'Européenne de Banque quando fu nazionalizzata nel 1982. Ceduta in un primo tempo al Crédit commercial de France (CCF), fu rivenduta nel 1991 alla banca Barclays e così fu integrata in quest'ultima sparendo quindi dal registro francese del commercio e delle società.

## Storia
Mayer Amschel Rothschild riprese negli anni 1760 l'attività commerciale e di cambio creata da suo padre nel 1750. Al commerci di stoffe, di vini e di spezie, si aggiunsero presto le operazioni finanziarie per conto della casa madre di Hesse. Per curare gli interessi della famiglia di Hesse e per favorire gli scambi con il continente, uno dei figli di Amschel, Nathan, si stablì subito a Manchester, poi a Londra, ove s'installò definitivamente nel 1804.
Approfittando della porta aperta da Napoleone, nonostante il blocco continentale, per assicurare relazioni finanziarie e commerciali con l'Inghilterra, il più giovane figlio di Amschel, James de Rothschild, si stabilì nel piccolo porto di Gravelines, poi, a partire dal 1813, a Parigi, come rappresentante della ditta di Francoforte. James de Rothschild s'installò definitivamente a Parigi, sotto la ragione sociale di Rothschild frères, nel 1817.
Nel 1821, Salomone di Rothschild e Carlo di Rothschild, fratelli del fondatore della ditta di Parigi, crearono delle filiali a Vienna e a Napoli. Così si trovò costituito il gruppo dei cinque fratelli Rothschild.
Azienda di commercio, la ditta dei fratelli Rothschild rimase tale a lungo. Per sostenere la sua attività in questo campo, la casa Rothschild, da prima del 1848, creò una flotta mercantile. Al grano e al cotone, prodotti tradizionali del grande commercio internazionale, la casa Rothschild estese le sue attività ad altre merci. Esse furono subito oro e argento, e, congiuntamente, i prodotti che servivano alla loro raffinazione, in particolare il mercurio.
Al termine del XIX secolo, abbandonando il commercio propriamente detto, essa assunse una parte importante nella creazione delle grandi imprese industriali (ferrovie, metallurgia, petrolio, ecc); partecipò anche alle grandi operazioni di credito pubblico.
La ripresa degli affari, nel 1944, fu resa difficile, sia a causa delle spoliazioni subite durante la guerra, sia per i cambiamenti legislativi che riguardavano il settore bancario. La casa Rothschild si adattò a queste nuove condizioni ed essa scelse, da quel momento, di riprendere, parallelamente alla sua attività finanziaria tradizionale, un'attività bancaria che essa aveva un po' abbandonata.
La banca Rothschild fu nazionalizzata dal governo socialista di Pierre Mauroy, sotto la presidenza di François Mitterrand, dalla legge dell'11 febbraio 1982 poi rinominata « Européenne de banque ». 
Nel 1983, la famiglia Rothschild reagì a questa nazionalizzazione ricreando una banca famigliare: David de Rothschild fondò allora la banca Rothschild & Cie. 
Controllata dal Crédit commercial de France (CCF), che fu privatizzata nel 1987, la parte europea della banca fu acquistata nel 1991 dalla banca Barclays.

## Presidenti della Repubblica francese che hanno lavorato per la banca Rothschild
- Georges Pompidou (1911-1974), presidente della Repubblica francese (1969-1974), direttore della banca Rothschild (1956-1958).
- Emmanuel Macron (1977-), presidente della Repubblica francese (2017-2027), bancario presso la banca Rothschild (2008-2012)